# Luchthaven Réunion Roland Garros
De luchthaven Réunion Roland Garros (Frans: Aéroport de La Réunion Roland Garros), bevindt zich aan de noordkust van het eiland Réunion, ongeveer zes km oostelijk van de stad Saint-Denis. Het is de belangrijkste van de twee luchthavens op Réunion, geschikt voor widebody-vliegtuigen en langeafstandsvluchten. De andere is de kleinere luchthaven Saint-Pierre Pierrefonds aan de zuidkant. Het vliegveld wordt uitgebaat door de kamer van handel en industrie van La Réunion.
De luchthaven is genoemd naar de Franse luchtvaartpionier Roland Garros, die in Saint-Denis geboren werd. Hij is ook bekend onder zijn vroegere naam luchthaven Saint-Denis Gillot.
Het hoofdkwartier van de luchtvaartmaatschappij Air Austral is gevestigd op de luchthaven.

## Geschiedenis
In 1929 vond de eerste landing plaats van een vliegtuig op wat toen nog een grasveld was. Het was een Farman 90 afkomstig van Tamatave op Madagaskar. In 1946 werd op het veld een verharde piste aangelegd van 1.870 meter lang. In 1967 werd die verlengd tot 2.670 meter om viermotorige straalvliegtuigen zoals de Boeing 707 te kunnen ontvangen.
In 1976 werden nieuwe luchthavengebouwen gebouwd aan de zuidkant van de baan; daarvoor stond het luchthavengebouw aan de noordkant, langs de zee. De terminal is in 1985 een eerste maal en van 1997 tot 2002 een tweede maal uitgebreid.
In 1993 werden voor het eerst een miljoen passagiers per jaar verwerkt.
In 1994 werd de tweede startbaan van 3.200 meter lengte aangelegd.

## Statistieken
Vanwege een beveiligingsprobleem met de MediaWiki Graph-software is het momenteel niet mogelijk deze grafiek weer te geven. Zodra de software is bijgewerkt zal de grafiek vanzelf weer zichtbaar worden.

## Luchtverkeer
De luchthaven telde in 2009 12.884 vliegbewegingen en 1.749.958 passagiers.